# 云琅村
云琅村位于中華人民共和國廣東省化州市东北三镇的最南端，也是陵江盆地平原的最南端，陵江盆弯环流该村庄，三面环水，地杰人灵，三江汇流，土地肥沃，沿江岸线化北最长的自然村，竹林茂密，人们称之为化北地区的渔米之乡，土地面积约1平方公里，人囗1100人。